# Dyscia hispanaria
Dyscia hispanaria là một loài bướm đêm trong họ Geometridae.